# Den sjungande detektiven
Den sjungande detektiven, engelsk originaltitel The Singing Detective, är en brittisk kritikerrosad mini-TV-serie skriven av Dennis Potter med Michael Gambon i huvudrollen och regisserad av Jon Amiel. Seriens sex avsnitt hette: "Skin", "Heat", "Lovely Days", "Clues", "Pitter Patter" och "Who Done It".
TV-serien producerades av BBC med ekonomiskt stöd av Australian Broadcasting Corporation. Serien sändes första gången 1986 på kanal BBC1, under söndagskvällar mellan 16 november och 21 december. Senare sändes den i USA av PBS och i kabel-TVnät. I USA vann den 1989 Peabody Award. I svensk TV visades den första gången 1987 och senare 1989. Serien gavs ut på DVD första gången i USA den 15 april 2003 och soundtracket finns utgivet både på LP och på CD.
Den har omarbetats till film med Robert Downey Jr. och Mel Gibson i huvudrollerna och utspelar sig i USA.

## Handling
Författaren Philip E. Marlow, specialiserad på noirdeckare, ligger på sjukhus på grund av sin svåra psoriasis som resulterar i sår över hela hans kropp och inflammationer i lederna, en sjukdom som Dennis Potter själv lider av.
Som ett resultat av smärtan, hög feber och Marlows motstånd att ta sina mediciner lider han av hallucinationer och faller in i en fantasivärld som påminner om Raymond Chandlers detektivhistorier och dennes huvudperson Philip Marlowe. I dessa fantasier är Philip E. Marlow den sjungande detektiven. Han drömmer sig även tillbaka till sin barndom på den brittiska landsbygden tillsammans med sin mor under första världskriget. Moderns självmord är en återkommande scen i serien. I hans hallucinatoriska tillstånd blandas dock de olika berättelserna, och genom serien är det olika kvinnor ur Marlows liv, både verkliga och fiktiva, som hittas döda. Detektivhistorien får dock aldrig någon lösning och är medvetet mycket vag. I serien finns ett antal absurda cabaretliknande musikalnummer där folk bryter ut i sång och dans som i "Dry Bones" och Vera Lynns "We'll Meet Again".